# William Airmyn
William Airmyn (auch Ayreminne, Ayermin oder Ayermine) († 27. März 1336 in London) war ein englischer Beamter und Geistlicher. Ab 1325 war er Bischof von Norwich.

## Herkunft und Aufstieg als Beamter
William Airmyn war ein Sohn von Adam Airmyn und von dessen Frau Matilda. Möglicherweise stammte er aus dem Weiler Airmyn bei Selby in Yorkshire, nach anderen Angaben könnte er aus Osgodby in Lincolnshire stammen. Im April 1300 wird er erstmals als Anwalt in der königlichen Kanzlei erwähnt. König Eduard I. belohnte seine Dienste, indem er ihm im Juli 1304 und im Oktober 1306 für geistliche Benefizien vorschlug. Während des Parlaments in Carlisle im Januar 1307 vertrat Airmyn St Augustine’s Abbey in Canterbury. Während der Herrschaft von Eduard II. diente er weiter in der königlichen Kanzlei. Nachdem Walter Reynolds 1310 königlicher Kanzler wurde, übernahm Airmyn einen Großteil der täglichen Arbeiten in der Kanzlei. Für seine Dienste erhielt er bis 1310 Kanonikerstellen an insgesamt sechs englischen Kathedralen sowie weitere Benefizien. Im Auftrag des Königs verbrachte er 1312 sechs Monate an der päpstlichen Kurie in Avignon, dabei erhielt er auf Bitten des Königs im Oktober 1312 einen päpstlichen Dispens für seine Häufung von geistlichen Ämtern. 1316 wurde Airmyn beauftragt, für das Parlament von Lincoln die Aufzeichnungen zu machen. Sein chronologischer Bericht wurde in den 1330er Jahren zum Vorbild für weitere Berichte. Im August 1316 wurde Airmyn als Nachfolger des ebenfalls aus Yorkshire stammenden Adam Osgodby Keeper of the Rolls. Später wird er auch als Vizekanzler, als besonderer Beamter des Königs und als Sekretär der Kanzlei bezeichnet. Im Mai 1317 wurde er zusammen mit zwei königlichen Richtern beauftragt, das Erbe des Earl of Gloucester unter dessen drei Schwestern aufzuteilen. In der Schlacht bei Myton, einem Gefecht im Krieg mit Schottland, geriet Airmyn im September 1319 zusammen mit seinem Bruder Richard Airmyn in schottische Gefangenschaft. Er und Richard wurden nach Zahlung eines Lösegelds von 2000 Mark rasch freigelassen, und bereits im November 1319 gehörte er der englischen Gesandtschaft an, die einen zweijährigen Waffenstillstand mit Schottland schloss. Er gehörte dann der englischen Gesandtschaft an, die im März 1321 eine Verlängerung des Waffenstillstands aushandelte, und im Mai 1323 gehörte er der Gesandtschaft an, die schließlich einen langfristigen Waffenstillstand mit Schottland erreichte.

## Ernennung zum Bischof von Norwich und Bruch mit Eduard II.
Im Februar 1322 drängte Eduard II. Papst Johannes XXII. dazu, seinen Günstling Robert Baldock zum Bischof der nächsten zu besetzenden englischen Diözese zu ernennen. Zugleich empfahl der König aber auch Airmyn für weitere kirchliche Ämter. Airmyn legte im Mai 1324 sein Amt als Keeper of the Rolls nieder, als er als Nachfolger des zum Kanzler ernannten Robert Baldock Keeper of the Privy Seal wurde. Im Frühjahr 1325 gehörte Airmyn der Gesandtschaft an, die am 31. Mai 1325 im Krieg mit Frankreich einen Waffenstillstand aushandelte. Mit Unterstützung durch den König und durch Königin Isabelle war Airmyn am 7. Januar 1325 zum Bischof der Diözese Carlisle gewählt worden. Airmyn legte nun sein Amt als Keeper of the Privy Seal nieder, doch der Papst annullierte die Wahl und ernannte stattdessen John Ross zum neuen Bischof von Carlisle. Der Papst versprach aber, in Kürze auch Airmyn zum Bischof zu erheben, und am 19. Juli 1325 ernannte er ihn zum Bischof der Diözese Norwich. Da aber damit Robert Baldock übergangen wurde, beschlagnahmte der verärgerte König die Temporalien der Diözese. Airmyn war zu der Zeit immer noch in Frankreich, und nun wurde er beschuldigt, dort Kontakt mit dem französischen König Karl IV., den Bruder von Königin Isabelle gesucht zu haben. Der König behauptete, dass Airmyn nur durch den Einfluss von Karl IV. und von Isabelle vom Papst zum Bischof ernannt worden, doch offenbar war der König auch über die Bedingungen des von Airmyn ausgehandelten Friedensvertrag verärgert, den er allerdings selbst im Juni 1325 bestätigt hatte. Airmyn bat daraufhin den Papst um Hilfe, um den Zorn des Königs zu beschwichtigen. Er selbst kehrte vor Dezember 1325 nach England zurück, doch er folgte Anfang 1326 nicht dem Aufruf des Königs, am Hof zu erscheinen. Nachdem der König im März 1326 die Verhaftung von zweien seiner Brüder befahl, floh er wieder nach Frankreich.

## Rolle beim Sturz von EduardII. und Dienst unter EduardIII.
Airmyn unterstützte nun die Invasion von Königin Isabelle und von Roger Mortimer, als diese im September 1326 mit einem Heer in England landeten, um die Herrschaft von Eduard II. zu stürzen. Er war Ende Oktober in Bristol, wo der Thronfolger Eduard zum Reichsverweser proklamiert wurde. Am 30. November wurde mit der Führung des Großsiegels betraut, bis am 28. Januar 1327 ein neuer königlicher Kanzler ernannt wurde. Anfang Dezember 1326 wurden ihm die Temporalien seiner Diözese übergeben, und im Februar 1327 wurden ihm die Einkünfte der Diözese aus der Zeit von Dezember 1325 bis November 1326 erstattet. Im Januar 1327 gehörte Airmyn zu den Prälaten, die in der Londoner Guildhall einen Schwur zur Unterstützung des Thronfolgers Eduard und von Königin Isabelle leisteten, und Anfang Februar nahm er an der Krönung von Eduard III. teil. Der neuen Regierung diente Airmyn schon bald wieder als Diplomat. Im März 1327 erreichte er eine weitere Einigung mit Frankreich, und im März 1328 verhandelte er mit den Friedensvertrag mit Schottland. Bei den Verhandlungen über die Hommage von Eduard III., die dieser dem neuen französischen König Philipp VI. für seine südwestfranzösischen Besitzungen leisten musste, und bei den folgenden Verhandlungen in Agen 1331 spielte Airmyn eine bedeutende Rolle. Anschließend war er an den Verhandlungen über die Heirat von Eleonore, einer Schwester des Königs, mit Graf Rainald II. von Geldern, beteiligt, die 1332 erfolgte. Vom 1. April 1331 bis zum 29. März 1332 diente er dazu als Treasurer, und bis 1335 übernahm er noch diplomatische Aufgaben. Er starb in seinem Stadthaus in London und wurde in der Kathedrale von Norwich beigesetzt.

## Sonstiges
Während seines Dienstes für die Krone hatte Airmyn Landbesitz in Durham, Yorkshire und Lincolnshire erworben. Durch die Einkünfte aus diesen Besitzungen war er ein reicher Mann geworden, so dass er im November 1334 dem König 1000 Mark für die Kosten des Kriegs mit Schottland leihen konnte.
Aufgrund von Airmyns Verwaltungserfahrung gilt er als möglicher Autor des Werkes Modus tenendi parliamentum, eine Darstellung des Ablaufs der englischen Parlamente, die vermutlich zu Beginn der 1320er Jahre geschrieben wurde.